# Impacto ambiental da aviação

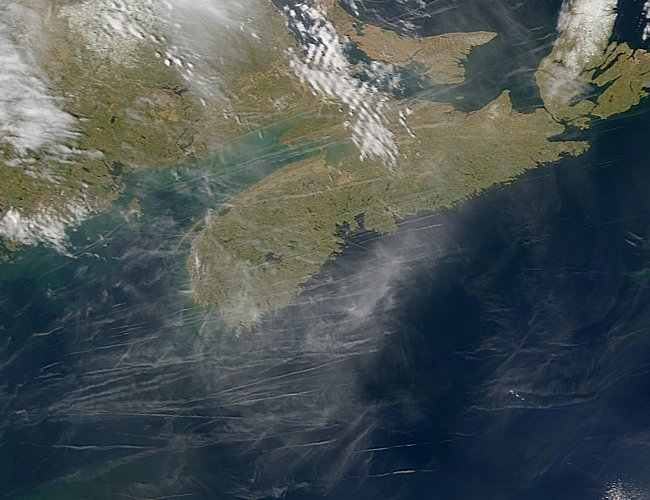
Imagem de satélite mostrando trilhas de condensação deixadas por aviões.

Os impactos ambientais da aviação correspondem às alterações, causadas pela aviação, no meio ambiente. Essas alterações são dadas por diferentes tipos de poluição, como a atmosférica, térmica e sonora, que contribuem para fenômenos como as alterações climáticas e escurecimento global. Com as reduções das emissões de automóveis, utilização de combustíveis mais eficientes e menos poluentes, e o rápido crescimento do tráfego aéreo nos últimos anos, houve um aumento no total da poluição imputável à aviação, sendo imputada à ela cerca de 2% da emissão de dióxido de carbono, por exemplo.  Na UE, as emissões de gases com aviação aumentou 87% entre 1990 e 2006. Em 2020, as emissões globais da aviação internacional poderia ser cerca de 70% superiores às de 2005.
Quanto às melhorias e minimização dos impactos, existe um debate em curso sobre possíveis tributação do transporte aéreo e à inclusão da aviação em um regime de comércio de emissões, com vista a assegurar que as externalidades ambientais da aviação sejam levadas em conta nos custos de produção. Além disso, existem diversas iniciativas para a redução de emissão desses poluentes, como o desenvolvimento de novas tecnologias na produção (fabricação de motores, aeronaves, pesquisa sobre bioquerosene e células a combustível, por exemplo), na manutenção (controle, limpeza, inspeção e calibração) e na melhoria da infraestrutura e das operações.